# Kozma Lajos (építész)

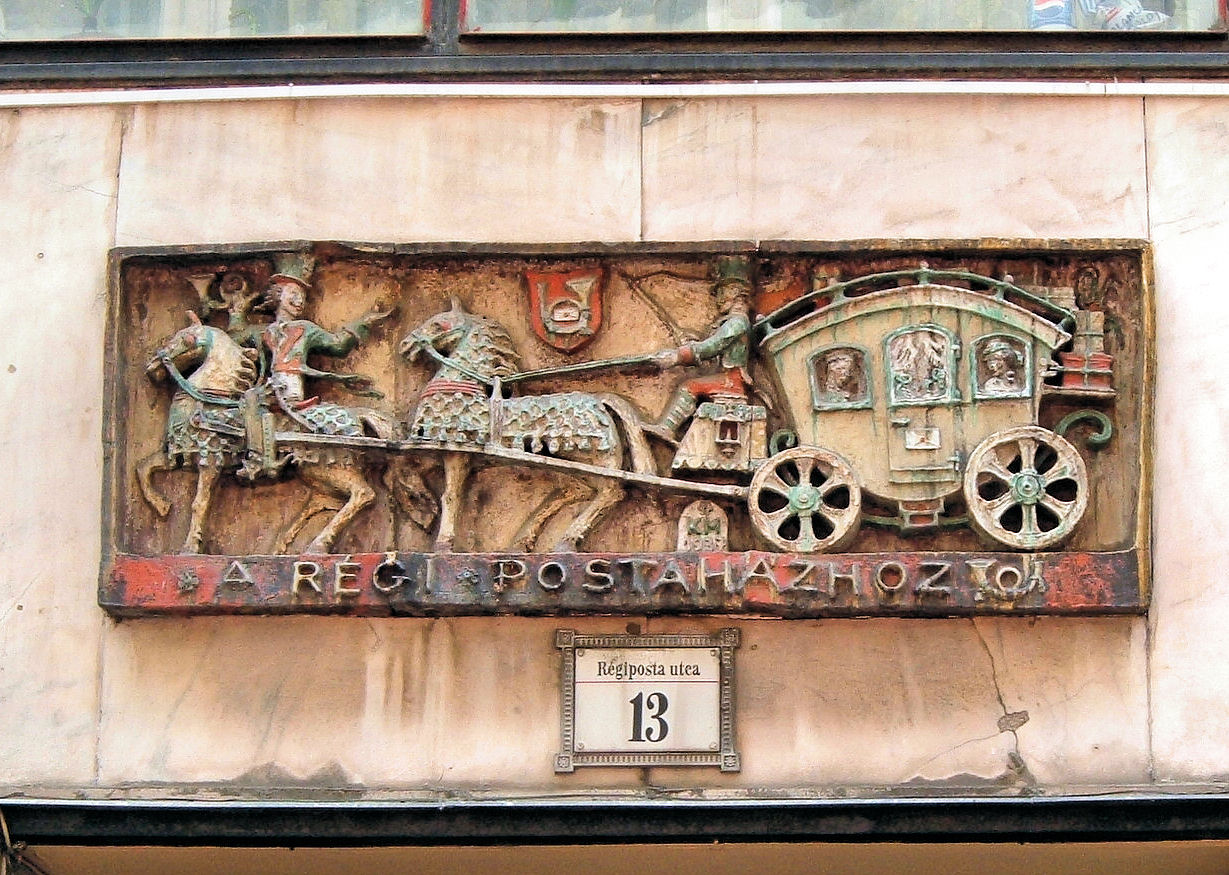
A Régi posta u. 13. sz. kapuja feletti dombormű (Kovács Margit alkotása)

Kozma Lajos (született Fuchs Lajos) (Kiskorpád (Kaposszéplak puszta), 1884. június 8. – Budapest, Erzsébetváros, 1948. november 26.) építész, iparművész és grafikus, műegyetemi tanár.

## Életpályája
Fuchs Gyula és Fleiner Ida fia. Gyerekként Marczali Henrik által patronált elemi iskolába járt Marcaliban (1890–1894), majd Kaposváron tanult tovább. 1902 és 1906 között a Királyi József Műegyetemen tanult. Mestere Jánszky Béla volt. 1909–1910-ben ösztöndíjasként Párizsban Henri Matisse mellett tanult festeni. A fiatal építészek népies szecessziós irányú, a Kós Károly törekvései nyomán alakult szellemi körének – Fiatalok Társasága – volt a tagja. Kós Károllyal, Györgyi Dénessel, Jánszky Bélával és másokkal igyekeztek korszerű, egyben nemzeti jellegű építőművészetet megvalósítani. Somogy vármegye és Erdély tájairól gyűjtötték a népi építészet, a pásztor-faragóművészet díszítő motívumait. Vázlatokat, rajzokat, metszeteket készítettek a falusi épületekről, templomokról, kapukról és e stílusjegyeket beépítették terveikbe.
1910 és 1913 között Lajta Béla tervezőirodáját vezette. 1911-ben grafikáival, illusztrációival és bútorterveivel szerepelt a KÉVE kiállításon. A Lajta tervei alapján épült Rózsavölgyi-ház – azóta elpusztult – biedermeier belsőépítészeti munkáit 1912-ben kivitelezte. Ekkor indult el iparművészeti munkássága. Más Lajta-épületek külső díszítése is – Erzsébetvárosi Bank, Vas utcai iskola – nevéhez fűződik. Használati és berendezési tárgyakat készített a New York-palota részére is.
1913-ban az Iparrajziskola tanára lett és megalakította a Budapesti Műhelyt, amelynek a lakásművészet reformálása volt a célja. Bútortervei az 1920-as években „Kozma-barokk” néven váltak fogalommá, bútoraiért 1925-ben Iparművészeti Nagy Aranyéremmel tüntették ki, de stílusa már az art déco irányába mutatott. 1919-ben anyagi nehézségek miatt otthagyta a vállalkozást, és önálló tervezőként folytatta.
A magyarországi Tanácsköztársaság ideje alatt a Művészeti Direktórium tagja volt, majd a Műegyetemen 1919-ben induló Lakásművészeti Tanszék tanárává nevezték ki. Ezt a posztját azonban a kommün bukásával elvesztette.
Grafikusi tevékenysége is jelentős volt, pályája kezdetén könyvillusztrációkat készített. (Utolsó ábrándok, 1908, Ady-illusztrációk, Csáth Géza-, Móricz Zsigmond-könyvcímlapok stb.) Szoros kapcsolatot alakított ki a híres gyomai Kner-nyomdával, ahol szecessziós könyvgrafikákat tervezett (Kner Klasszikusok, Monumenta Litterarum). 1925-ben ő tervezte Gyomán, art déco stílusban Kner Imre lakóházát, amely ma Nyomdaipari Múzeum.

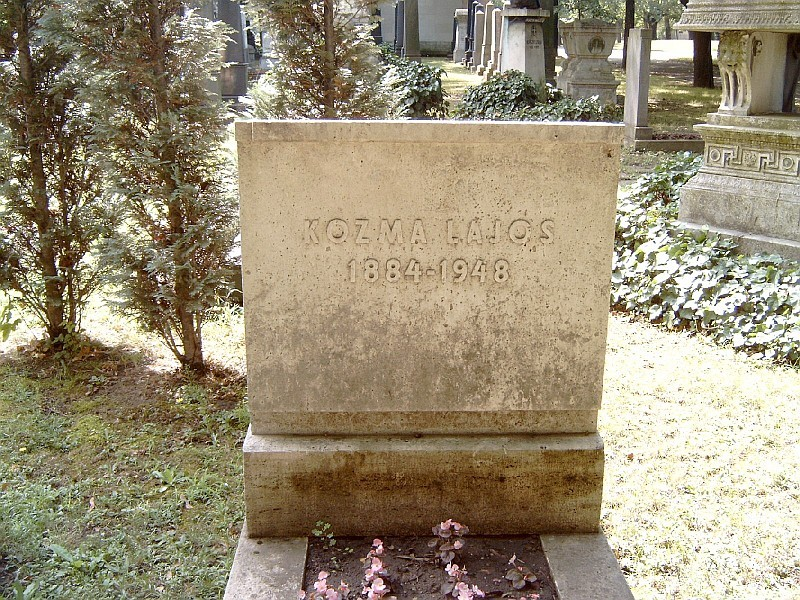
Sírja Budapesten. Fiumei úti sírkert: 34/2-2-1

Az 1930-as években egyre inkább az épülettervezés felé fordult. 1930-ban a Magyar Divatcsarnok újjáépítését tervezte meg, később számos bérlakást épített. Letisztult formavilágú, gondosan tervezett családi házai, villái épültek többségében Budapest második kerületében. Ezek már az avantgárdhoz (Bauhaus) való csatlakozást mutatják. (Bimbó út 39–67, Berkenye u. 19. Csopaki u. 10., Herman Ottó u. 10., Napraforgó u. 6–8., Trombitás u. 13. stb.). Legjelentősebb munkái: az Átrium ház, a Margit krt. 55. alatt, alsó szintjein filmszínházzal. Valamint az V. kerület, Vadász utcai, úgynevezett Üvegház, amely eredetileg kereskedelmi és raktárépületnek készült, ma zömmel lakások vannak az épületben, és kevéssé emlékeztet az eredeti tervekre.
Egyik legismertebb munkája egy Lupa-szigeti nyaraló, amelyet a magának készített mintájára tervezett. Az évente kétszer megrendezett Budapesti Nemzetközi Vásárokon számos modern kísérleti jellegű pavilonépületet tervezett: Magyar Ház (1932–33,) Textilpavilon tornya, Idegenforgalmi pavilon (1936), Textilpavilon (1937) Magyar Lajos Gépszíj és Bőrárugyár Rt. pavilonja (1939, 1940) Tungsram-pavilon, Weiss Manfréd Acél és Fémművek Rt. pavilonja (1940) Tungsram – Orion „A fény pavilonja” (1941).
1941-ben, Svájcban jelent meg Das neue Haus című könyve, amelyben nemcsak a már elkészült épületeit közölte, hanem számos új szellemű tervrajzot is bemutatott. Utolsó jelentős munkáját, a Gyöngyösi és Ránky utca sarkára tervezett általános iskola épületét már halála után, 1949-ben fejezték be.
1945-től a Magyar Művészeti Tanács Építőművészeti Szaktanácsának és a Fővárosi Közmunkák Tanácsának tagja, 1946-tól az Iparművészeti Főiskola tanára és igazgatója volt. 1947-ben visszakapta katedráját a Műegyetemen, de nem sokkal ezután megbetegedett, új pozícióját nem tudta élvezni. Az 1946-ban létrejött, baloldali építészeket tömörítő Új Építészet Körének elnöke volt. A kör legjelentősebb munkája az 1948-ban, a Nemzeti Szalonban megnyílt Új Csepel kiállítás volt. A kiállításon Kozma a csepeli általános iskola tervével szerepelt. 1948. november 26-án halt meg, Budapesten.

## Emlékezete
Hamvait a Fiumei úti sírkertben helyezték örök nyugalomra.

## Családja, lakóhelyei
Zsidó családba született. Édesapja, Fuchs Gyula a Somogy vármegyei főispán főkertésze volt. Édesanyja, Fleiner Ida kaposvárról származott, a műpártoló Fleiner családdal állt rokonságban. Nagyszülei az Esterházy család somogyi birtokán gazdálkodtak 3000 holdon, hitbizományként. Apja halála után anyja újraházasodott, ekkor Győrbe költöztek, a gimnáziumot itt végezte (Magyar Királyi Alreál Gimnázium), itt fordult a művészetek felé tanára, Kovács Margit édesapja, Kovács Zoltán hatására. 1902-ben költözött Budapestre, és kezdte meg egyetemi éveit a Királyi József Műegyetemen (ekkor változtatta nevét Kozmára). Egyetemi évei után az Erzsébet körút 7. számú házában lakott.
1909-ben nősült meg Fuchs Elzával, aki később Kozma irodájának adminisztratív ügyeit intézte. Rövid ideig, amíg ösztöndíjasként festészetet tanult Párizsban is lakott (1909–1910). 1910–1913 között (amikor Lajta Béla tervezőirodájában dolgozott) abban a házban vett lakást, ahol az irodája is működött (Népszínház u. 19., „Harsányi-ház”). Két lányuk született Erzsébet (becenevén Böde) és Zsuzsa. 1913-tól, a Budapesti Műhely megalapítása után annak közelébe költöztek a Vécsey utcába (a műhely a Vécsey u./Szabadság tér sarkán volt, „Deutsch-palota”). 1922-ben átköltöztek a mai Újlipótvárosba, az Újpest rakpart 4. számú házba (5.em./35. az egyik Palatinus-házban). 1932-ben a Margit híd túloldalára költöztek, a Balaton utca 2-be (a mai Képviselői irodaház helyén állt). A nagyobb lakás egyben irodája is volt, ahol már több munkatársával együtt dolgozott (pl. Gábriel Frigyessel), és itt fogadta megbízóit is. A modernista stílusban berendezett lakás afféle bemutatóteremként is szolgált a maga által tervezett bútorokkal, ezért kínosan ügyelt benne a rendre.
A család sokat vízitúrázott a Dunán, volt egy úszóházuk is. 1935-ben elkészült Lupa-szigeti nyaralójuk is, amit Kozma tervezett. (Szomszédjuk Soros Tivadar volt. A kis házat 1939 végén eladták a modern építészetet kedvelő Walter Rózsi operaénekesnek.) Orbán Dezső barátjuk biztatására a család is fontolgatta, hogy Sydneyben telepednek le, de maradtak. 1940-ben Nógrádverőcén, a Dunaparton vettek parasztházat nyaralónak (Árpád út 80.), a háború alatt Kozma legtöbbször itt tartózkodott, sokszor egyedül (ekkor már keveset tervezett, inkább írt)
1939 végén Budapesten is másik lakásba költöztek, a Kandó Kálmán és a Bem József utcák sarkán újonnan emelt budai bérházba, amit valószínűleg ő maga tervezett. A ház a háború során bombatalálatot kapott és kiégett, ezután barátjánál Bródy László nyomdaigazgatónál lakott társbérletben (Bajcsy-Zsilinszky út 34.), illetve sokat volt nyaralójukban Verőcén. A háború alatt az üldöztetések miatt bujkálniuk kellett: Elza angoltanárnőjüknél, Erzsébet álnéven valakinek a feleségeként, ő pedig Soros Tivadarral egy Eskü téri (ma: Március 15. tér) ház pincéjében, amit komfortosítottak. A háború után irodáját az Iparművészeti Főiskola mellett a Kinizsi utcában hozta létre (ahová 1946-ban kinevezték igazgatónak), lakása a Gellért téren volt, de értékeik, bútoraik nagy része megsemmisült. Munkáit, terveit azonban előrelátóan nem lakásában tárolta a háború alatt, így azok fennmaradtak.
„Kozma egész életében városi bérlakásban élt, holott számos gyönyörű villát épített megbízóinak, és – bár valószínűleg megtehette volna – sosem tervezett a maga számára családi házat.”

## Művei

### Épületei
Tervezett és megvalósult épületei (a legtöbbet átalakították, emeletet építettek rájuk, vagy lebontották).
Budapest
- 1913 Bp. V., Vécsey utca 1. – Szabadság tér 15., Budapesti Műhely portál és bemutatóterem (Dévényi Tamás a portált 1998-ban rekonstruálta)
- 1924–1925 Bp. II., Zivatar u. 9. (átépítés)
- 1924–1925 Bp. XIV., Stefánia u. 65., lakóház, neobarokk stílusú
- 1927 Bp. XIV., Stefánia u. 63/c, lakóház, art déco stílusú
- 1927 Bp. XII., Alkotás u. 41., Telcs Ede szobrászművész műteremlakása (lebontották, helyére irodaház épült)
- 1928 Bp. II., Retek u. 32., lakóház
- 1928 Bp. VII., Rákóczi út 72–76., Magyar Divatcsarnok, udvar lefedése, belső átalakítás (a belső terek elpusztultak, a házat átalakították, „Otthon Áruház”)
- 1929 Bp. I., Hegyalja út 18., lakóház
- 1930 Bp. V., Kossuth Lajos u. 15., üzletportál (elpusztult)
- 1930 Bp. II., Orsó u. 21. lakóház, „fényképész háza”
- 1931 Bp. II., Napraforgó u. 5., családi ház
- 1931 Bp. II., Napraforgó u. 6–8., ikervilla
- 1931 Bp. II., Herman Ottó u. 12., lakóház
- 1931 Bp. II., Hankóczy u. 2.– Ruszti u. 8/b, lakóház
- 1932 Bp. XII., Levendula u. 16., lakóház
- 1932–1933 Bp. II., Kavics u. 8/d, lakóház
- 1932–1933 Bp. II., Orsó u. 43., lakóépület, Nagy Imre egykori lakóháza (ma: Nagy Imre Emlékház, lásd még: NagyImreEmlekház.hu)
- 1933 Bp. V., Kossuth Lajos tér 13–15., Az Elysée kávéház kialakítása (elpusztult)
- 1933 Bp. II., Bimbó u. 39., lakóház
- 1933-1934 Bp. II., Erőd u. 7., bérház
- 1933-1934 Bp. II., Herman Ottó u. 10., lakóház
- 1934 Bp. XIII., Nyugati tér 5., Vígszínház kávéház kialakítása (elpusztult)
- 1934–1935 Bp. VII., Rákóczi út 72–76., Magyar Divatcsarnok, modern stílusú átalakítása (átalakították, „Otthon Áruház”, lásd még: Budapest100.hu)
- 1934–1935 Bp. V., Vadász u. 29. „Üvegház”, ifj. Weiss Gyula, üveg-nagykereskedő üzlet- és raktárháza, (átalakítva, lásd még: Üvegház.org)
- 1934–1935 Bp. II., Bimbó u. 67., lakóház
- 1934–1935 Bp. II., Csopaki u. 10., lakóház
- 1935–1936 Bp. II., Trombitás u. 23., családi ház (60-as években emeletet építettek rá).
- 1935–1936 Bp. XIV., Laky Adolf u. 15., lakóépület
- 1935–1936 Bp. II., Margit krt. 55., „Átriumház” (lakások, irodák, filmszínház)[12]
- 1936 Bp. VI., Teréz krt. 24/b sorportál (átalakítva)
- 1936 Bp. XIII., Alig u. 9., üzemi épület (ma a szomszédos orvosi rendelővel összeépítve)
- 1936–1937 Bp. II., Berkenye u. 19. – Pajzs u. 3., lakóház
- 1936–1937 Bp. II., Csalogány u. 39., bérház (utólag emeletet építettek rá)
- 1936–1937 Bp. V., Régi posta u. 13., bérház, (Dénes Vilmossal)
- 1937–1938 Bp. XI., Somlói u. 33/a – Citadella u. 7., lakóépület (erősen átépítve)
- 1937–1938 Bp. XIII., Véső u. 7., Cipőpasztagyár átalakítása és új üzemcsarnok
- 1940 Bp. II., Pusztaszeri út 33/a, lakóház (elpusztult)
- 1940 Bp. XII., Dobsina út 15–17., lakóház
- 1947–1949 Bp. XIII., Nővér u. 15–17., Kilián György utcai általános iskola (ma Németh László Gimnázium)

Budapesten kívül
- 1925 Gyomaendrőd, Kossuth út 15., Kner Imre egykori lakóháza (ma: Nyomdaipari Múzeum)
- 1929 Kunszentmárton, Rákóczi út 16., családi ház
- 1934 Pókaszepetk-Taszilópuszta (Zala vármegye), Fleiner-villa (elpusztult)
- 1934–1935 Lupa-sziget, Platán sor 8., saját hétvégi háza

### Főbb szakirodalmi művei
- Kozma Lajos Signetkönyve (alkalmazott grafika, könyv- és plakátművészet), Kner Imre előszavával, Gyoma, 1925
  - Kozma Lajos szignetkönyve, előszó: Kner Imre, hasonmás kiadás, Gyomai Kner Nyomda, Gyomaendrőd, 1994
- Möbel und Baukunst, bevezető: E. Kállai, Bécs, 1926
- Templom és iskola (Budapest, 1929)
- Atriumház – Bérház, filmszínház, Tér és Forma, Budapest, 1936
- Das Neue Haus, Zürich, 1939
- Az írás stílusváltozásai az építészet megvilágításában, Budapest, 1943
- Kner Imre: A könyv művészete. Tanulmányok a tipográfiáról és a könyvművészetről, szerkesztette és a bevezetőt írta: Haiman György / Kozma Lajos: Egyéniség és hagyomány – Széljegyzetek a könyvdíszítésről, Bibliotheca–Corvina, Budapest, 1957
- Az új ház – A családi ház tervezése. Gondolatok és kísérletek, a szerző rajzaival, fordította: B. Szűcs Margit, utószó Major Máté, Corvina, Budapest, 1978

Forrás: Magyar életrajzi lexikon

### Egyéb
- Kozma Lajos: Zsuzsa Bergengóciában – Álompanoráma, huszonkét betűre versbe szedte Karinthy Frigyes, Sacelláry, Budapest, 1921
- Zsuzsika Bergengóciában. Huszonkét mesekép, szöveg: Max Jungnickel, rajz és fordítás: Kozma Lajos, Kner Nyomda, Gyoma, 1924
- A nagy szonáta, tan. Horváth Hilda, Gyomai Kner Nyomda, Gyomaendrőd, 2000

## Képgaléria

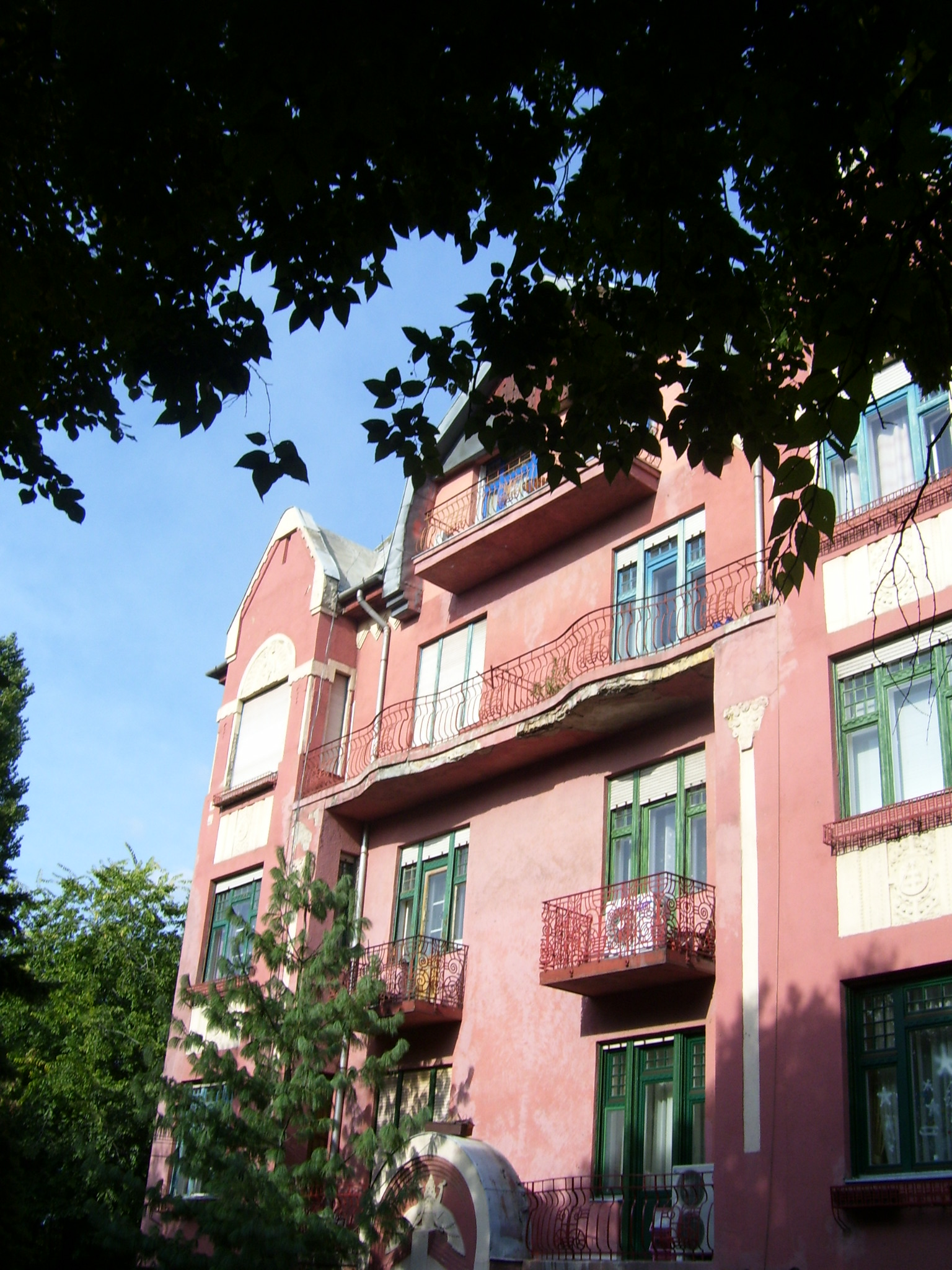
Bp. XIV., Stefánia u. 63/b., lakóház, 1927
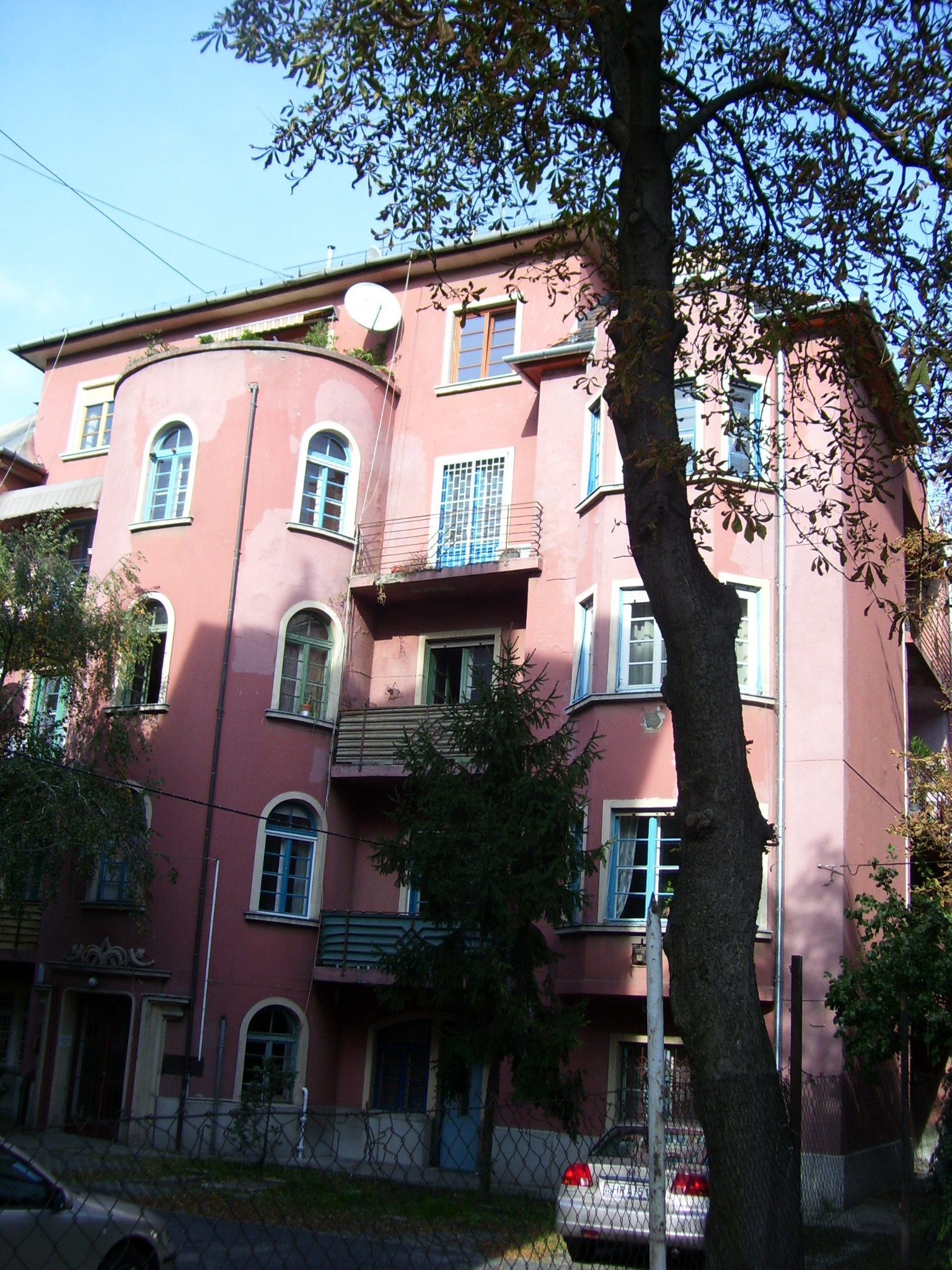
Bp. XIV., Stefánia u. 63/c., lakóház, 1930
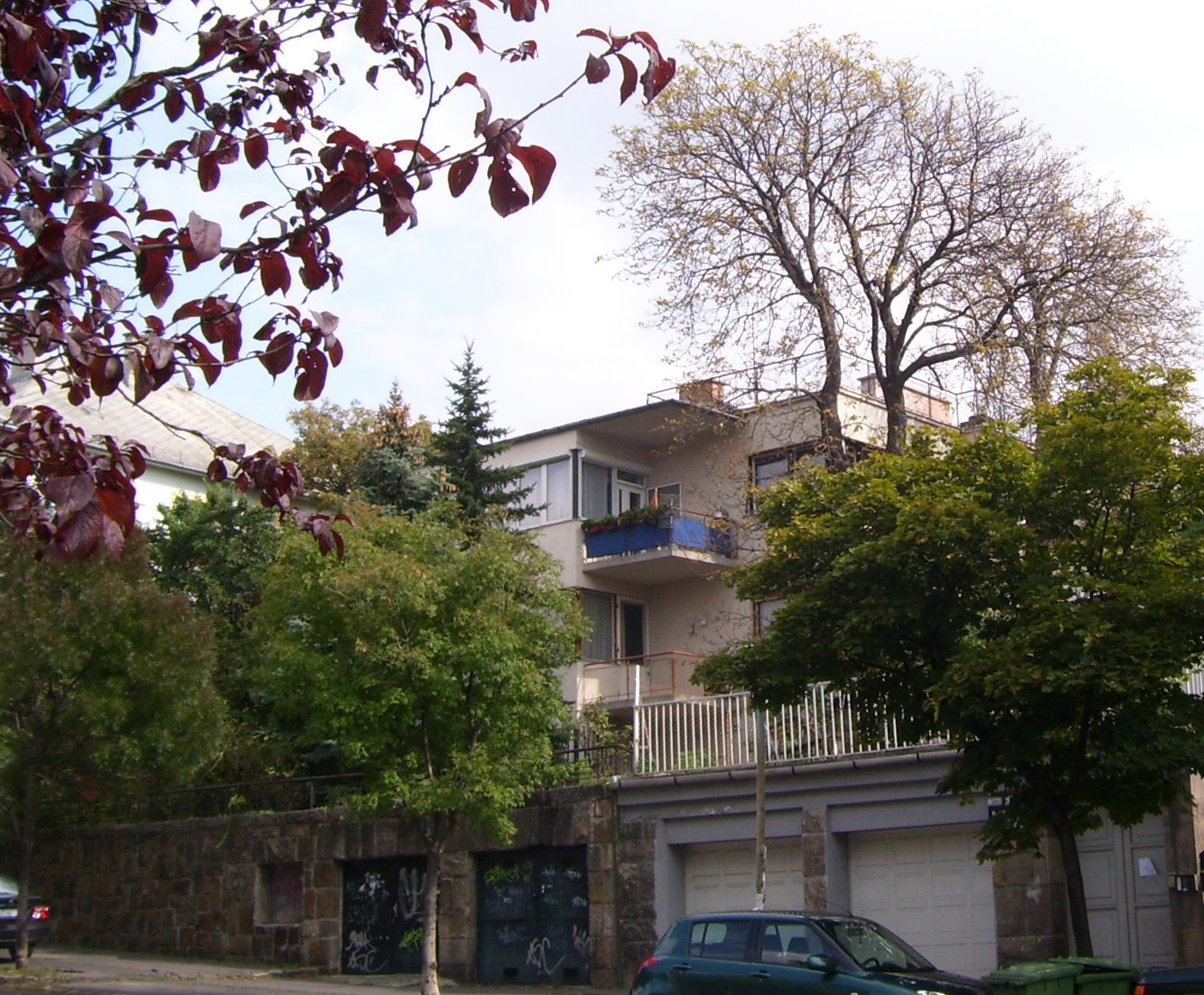
Bp. II., Bimbó u. 39., lakóház, 1933
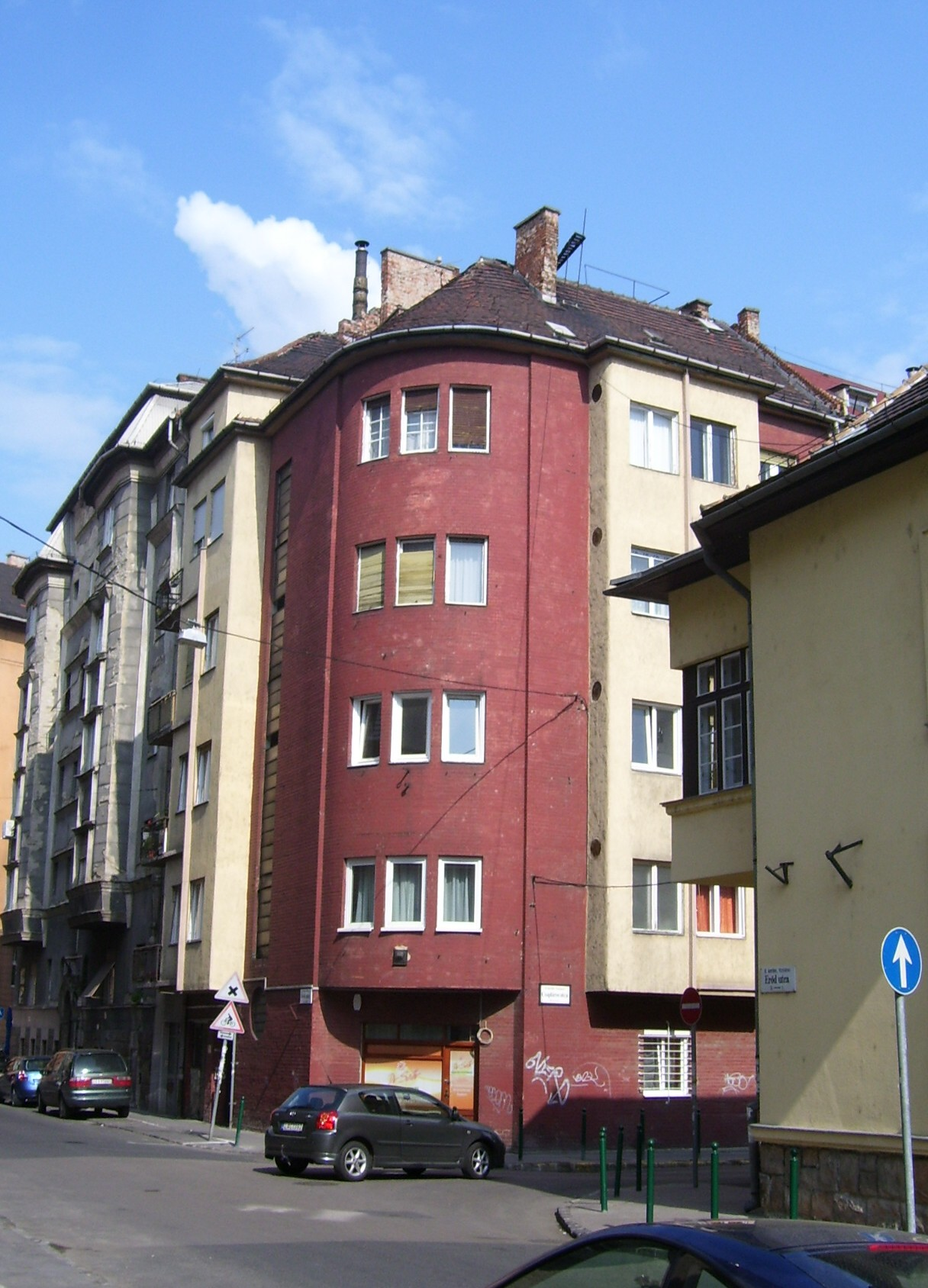
Bp. II., Erőd u. 7., bérház, 1933
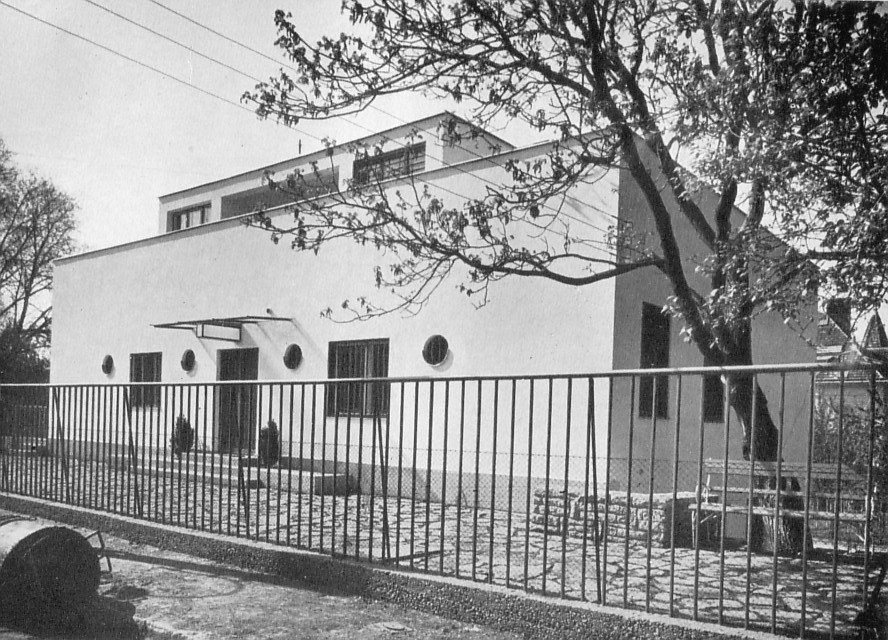
Bp. II., Csopaki u. 10., családi ház, 1934
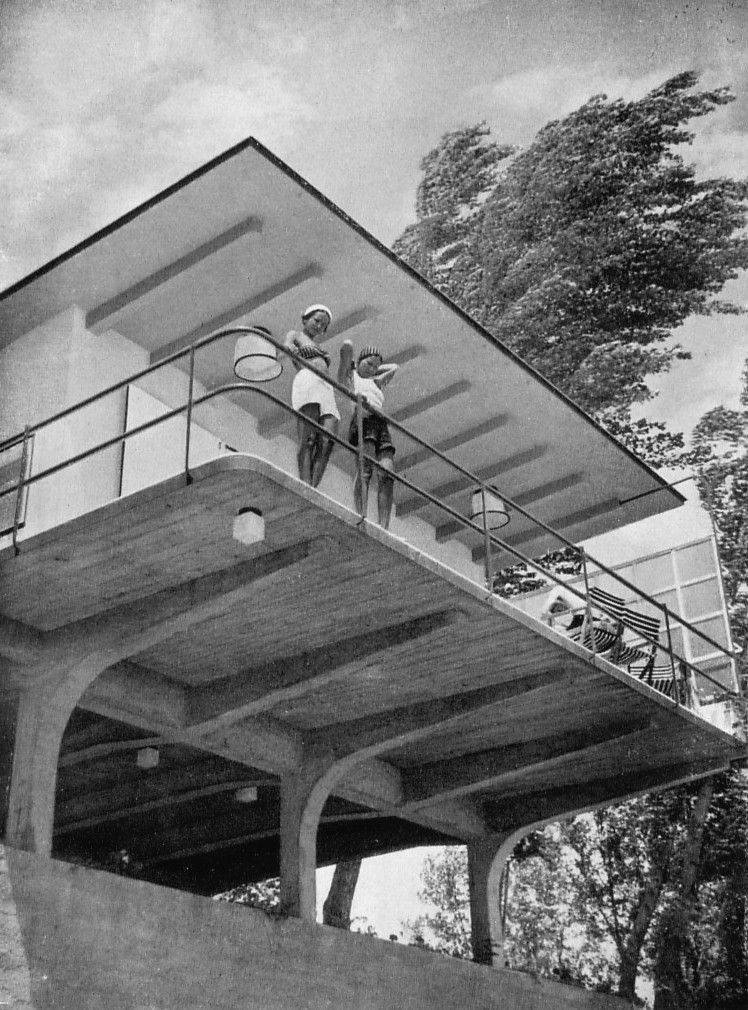
Nyaraló a Lupa-szigeten
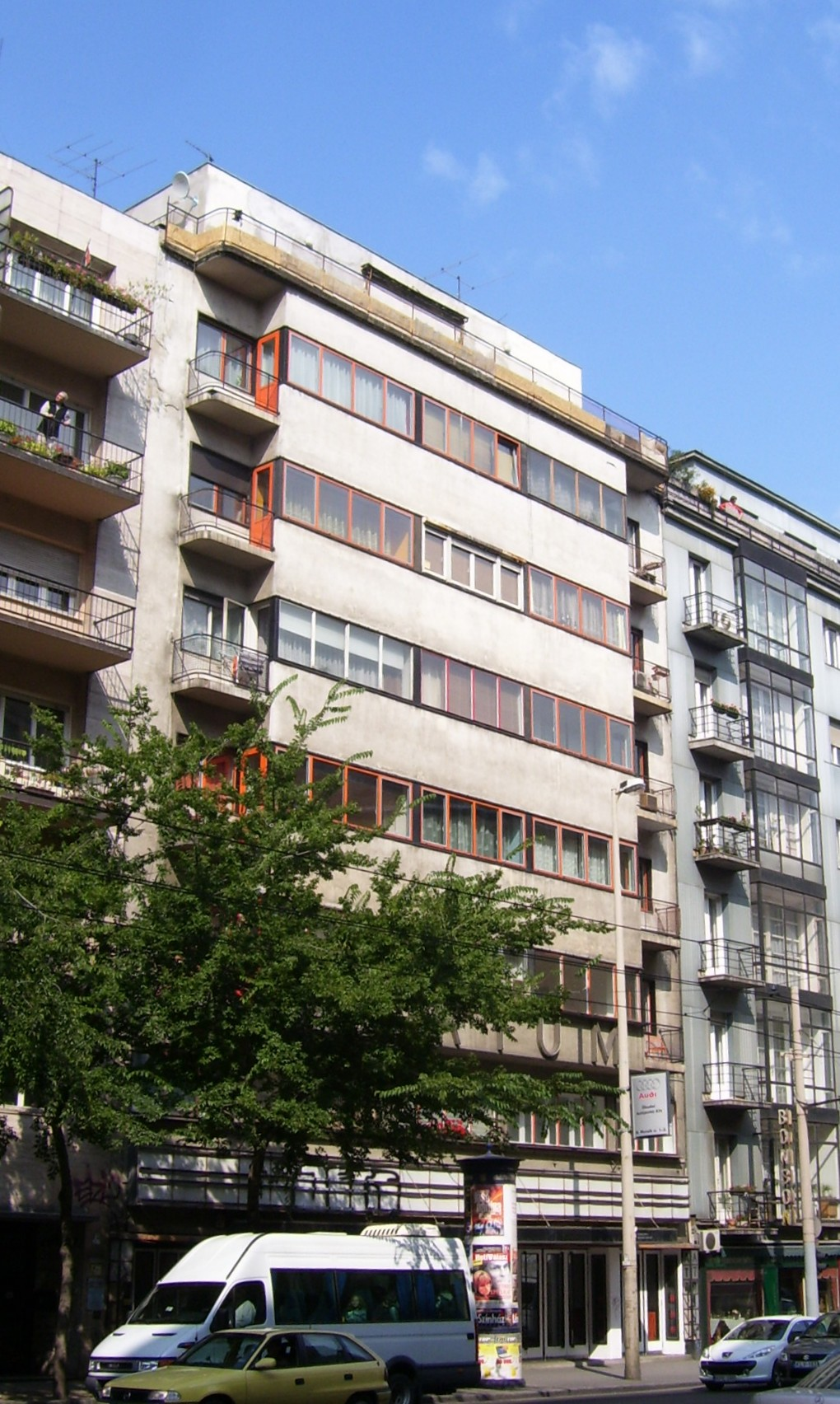
Bp. II., Margit krt. 55., Átriumház, 1935–1936
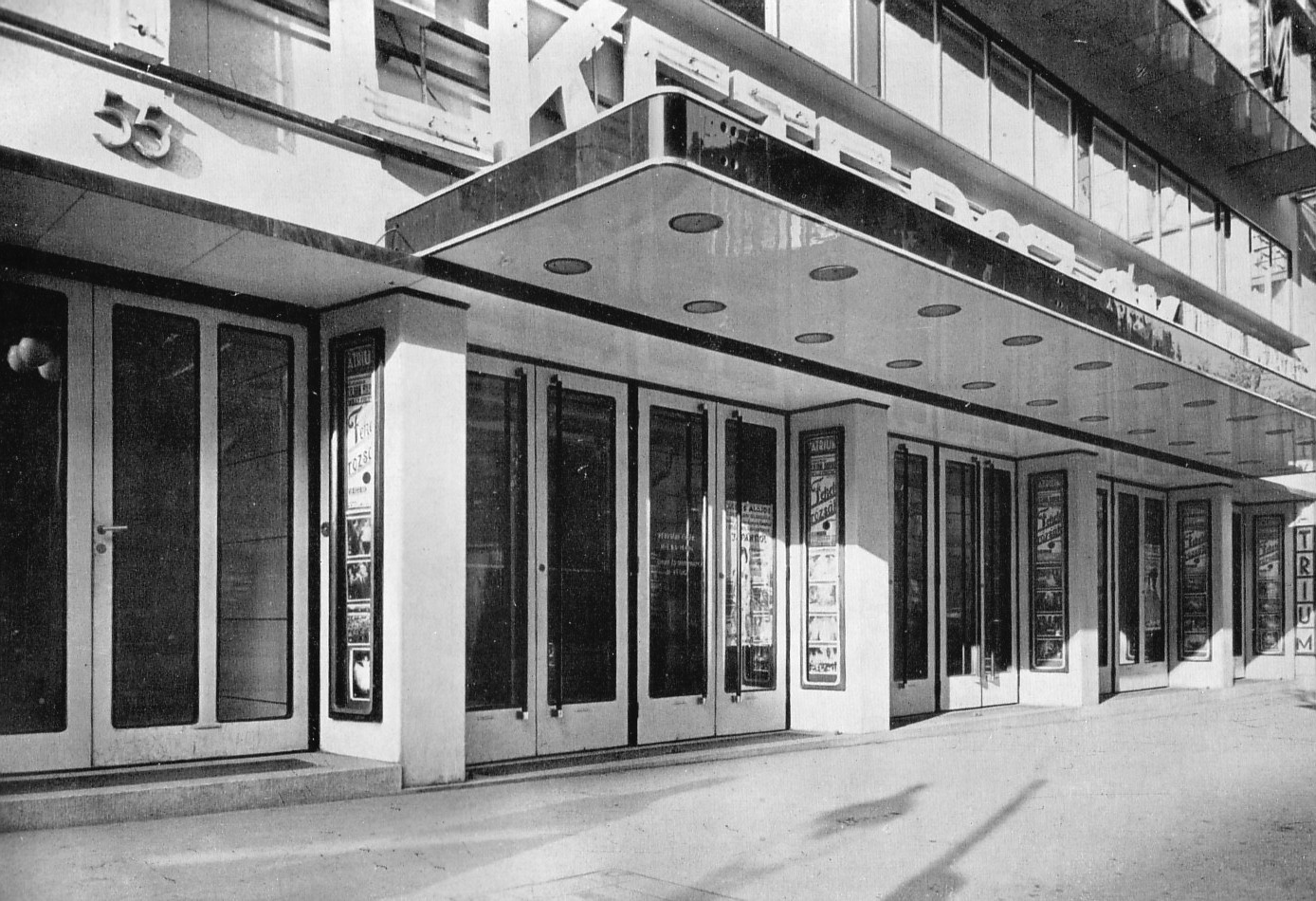
Bp. II., Margit krt. 55., Átriumház, főbejárat
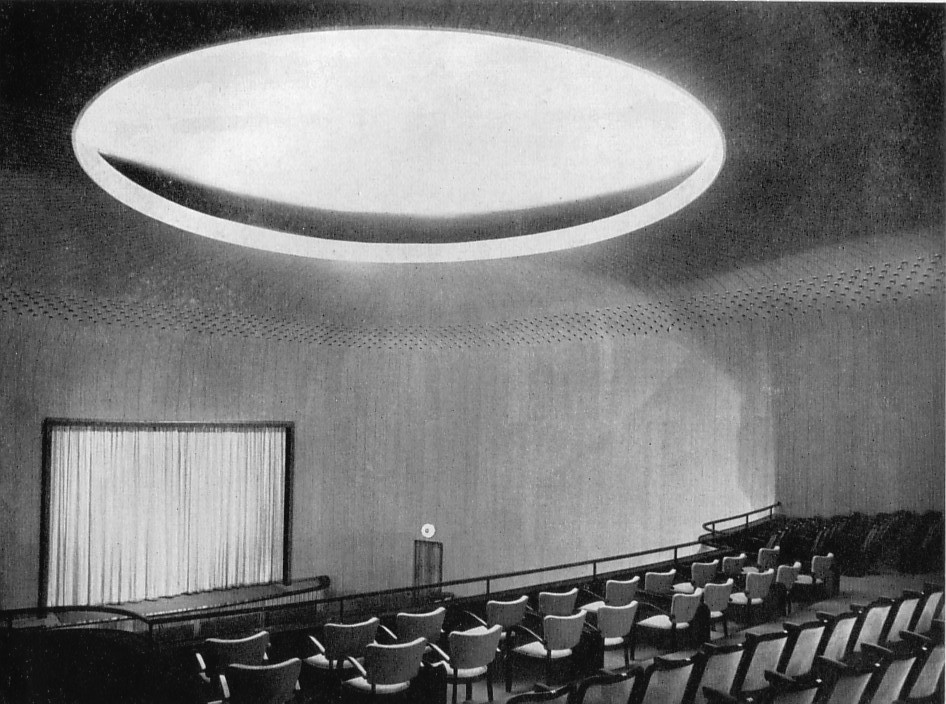
Bp. II., Margit krt. 55., Átriumház, filmszínház
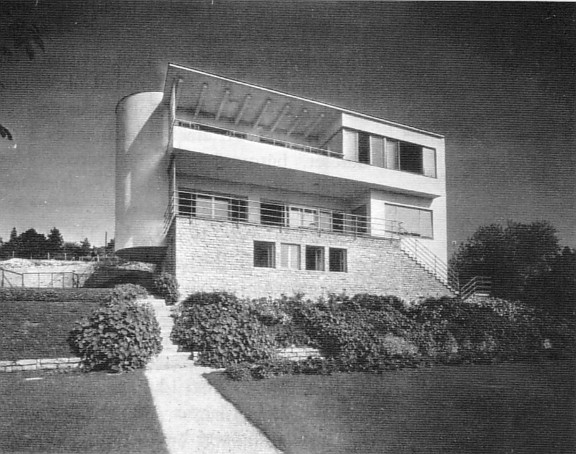
Bp. II., Berkenye u. 12., lakóház, 1936–37
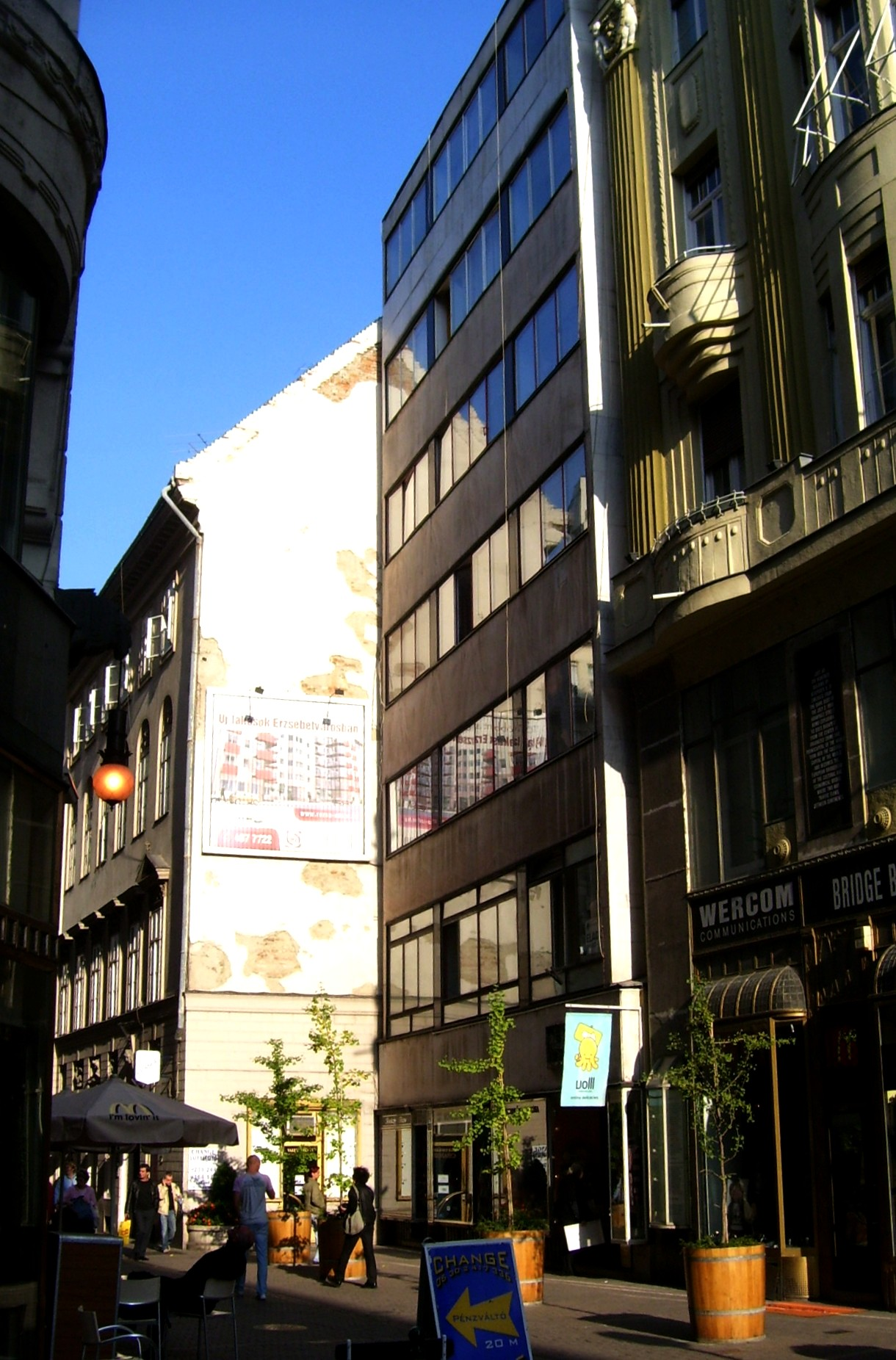
Bp. V., Régi posta u. 13., bérház, 1936–37
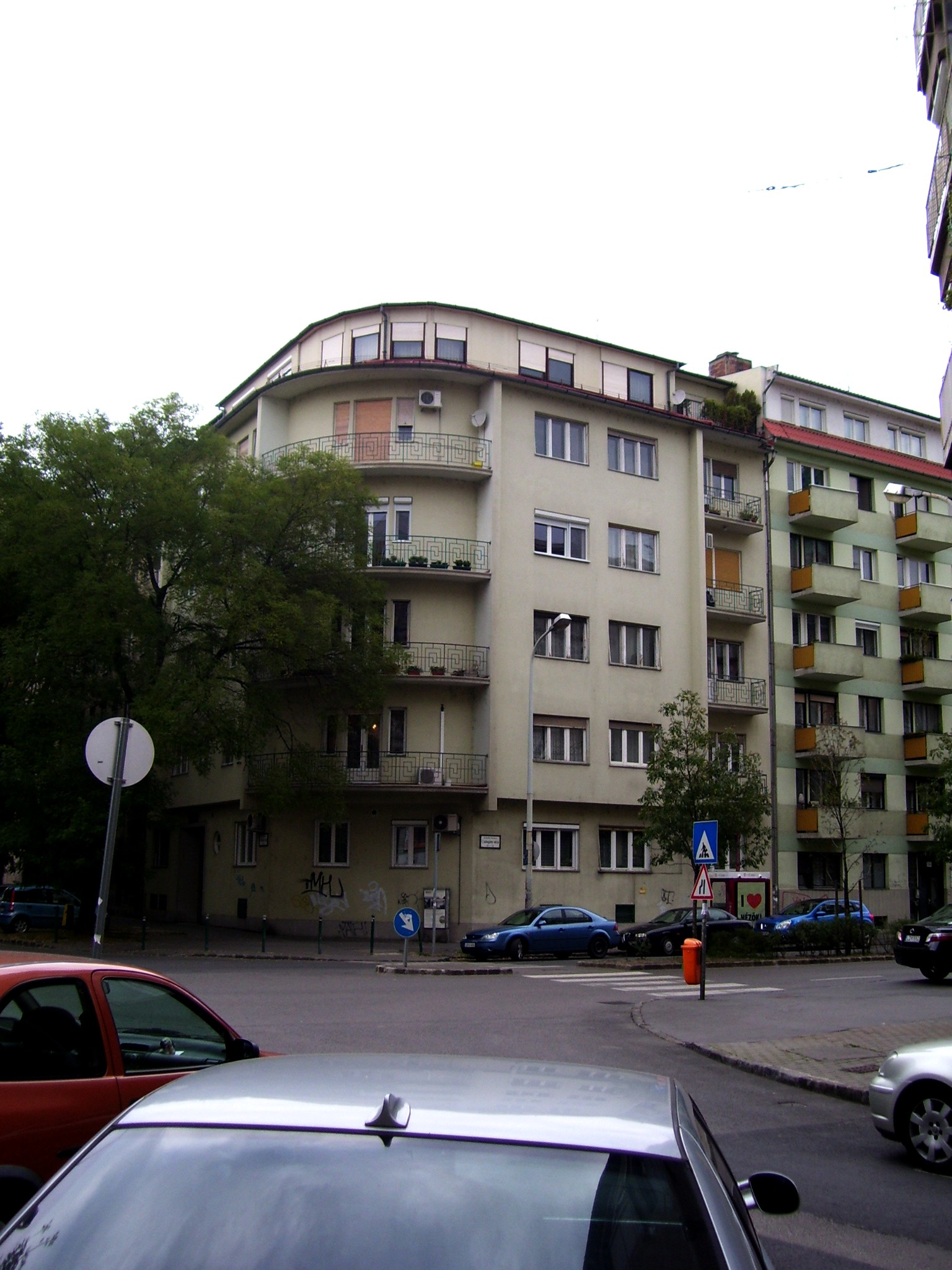
Bp. II., Csalogány u. 3/a,b,d., 1937 (emeletráépítés)